# Ballenger Creek, Maryland
Ballenger Creek, Maryland (енгл. Ballenger Creek) насељено је место без административног статуса у америчкој савезној држави Мериленд.

## Демографија
По попису из 2010. године број становника је 18.274, што је 4.756 (35,2%) становника више него 2000. године.
| Група             | 2000.          | 2010.          |
| Белци             | 11.019 (81,5%) | 11.735 (64,2%) |
| Афроамериканци    | 1.362 (10,1%)  | 2.852 (15,6%)  |
| Азијати           | 417 (3,1%)     | 1.215 (6,6%)   |
| Хиспаноамериканци | 424 (3,1%)     | 1.851 (10,1%)  |
| Укупно            | 13.518         | 18.274         |